# 奇利卡塔山
18°4′4″S 68°23′16″W / 18.06778°S 68.38778°W
奇利卡塔山（Chilli Qhata），是玻利維亞的山峰，位於該國奧魯羅省的薩亞馬省，處於凱西里山西南面，屬於安第斯山脈的一部分，海拔高度4,803米。